# Odilon Redon
Odilon Redon, francoski simbolistični umetnik, *20. april 1840, Bordeaux, † 6. julij 1916, Pariz.
Odilon Redon (rojen kot Bertrand Redon; francosko: [ɔdilɔ̃ ʁədɔ̃]) je na začetku svoje kariere, pred in po bojih v francosko-pruski vojni, delal skoraj izključno z ogljem in litografijo, deli, ki so znana kot njegova noir. Prepoznavnost je pridobil po tem, ko so bile njegove risbe omenjene v romanu Joris-Karla Huysmansa À rebours (Proti naravi) iz leta 1884. V 1890-ih je Redon začel delati v pastelu in olju, ki sta hitro postala njegov najljubši medij, po letu 1900 pa je popolnoma opustil svoj prejšnji slog noir. Razvil je močno zanimanje za hindujsko in budistično vero in kulturo, kar se je vse bolj pokazalo v njegovem delu.
Redon je danes morda najbolj znan po sanjskih slikah, ustvarjenih v prvem desetletju 20. stoletja, ki so se zgledovale po japonski umetnosti in se nagibale k abstrakciji. Njegovo delo velja za predhodnika nadrealizma.

## Zgodnje življenje
Odilon Redon se je rodil v Bordeauxu v Akvitaniji v premožni družini. Redonov oče je obogatel s trgovino s sužnji v Louisiani v 1830-ih. Redon je bil spočet v New Orleansu in par se je čezatlantsko odpravil nazaj v Francijo, medtem ko je bila njegova mati Marie Guérin, francoska kreolka, noseča z njegovim bratom Gastonom. Mladi Bertrand Redon je dobil vzdevek Odilon po materinem imenu Odile. Risati je začel kot otrok; pri desetih letih so mu v šoli podelili nagrado za risanje. Pri petnajstih je začel formalno študirati risanje, a se je na očetovo vztrajanje preusmeril v arhitekturo. Ker ni opravil sprejemnih izpitov na pariški École des Beaux-Arts, so se končali vsi načrti za kariero arhitekta, čeprav je tam leta 1864 kratek čas študiral slikarstvo pri Jean-Léonu Gérômu. (Njegov mlajši brat Gaston Redon je postal znan arhitekt.)
V rodnem Bordeauxu se je lotil kiparjenja, Rodolphe Bresdin pa ga je poučeval o jedkanju in litografiji. Njegova umetniška kariera je bila prekinjena leta 1870, ko je bil vpoklican, da bi služil v vojski v francosko-pruski vojni do njenega konca leta 1871.

## Kariera
Ob koncu vojne se je Redon preselil v Pariz in nadaljeval delo skoraj izključno z ogljem in litografijo. Svoja vizionarska dela, zasnovana v odtenkih črne, je poimenoval njegovi noirji. Šele leta 1878 je njegovo delo dobilo priznanje Guardian Spirit of the Waters; leta 1879 je izdal svoj prvi album litografij z naslovom Dans le Rêve. Kljub temu je Redon ostal razmeroma neznan do pojava kultnega romana Joris-Karl Huysmansa leta 1884 z naslovom À rebours (Proti naravi). Zgodba prikazuje dekadentnega aristokrata, ki je zbiral Redonove risbe.
Leta 1886 je Redon razstavil svoja dela z impresionisti na njihovi zadnji razstavi. Istega leta je začel sodelovati tudi na razstavah Les XX v Bruslju.
V 1890-ij je Redon delal v pastelu in olju; po letu 1900 ni več delal noirjev. Leta 1899 je z Les Nabis razstavljal pri Durand-Ruelu.
Redon se je močno zanimal za hindujsko in budistično vero in kulturo. Lik Bude se je vse bolj kazal v njegovem delu. Vplivi japonizma so se mešali v njegovo umetnost, kot je med drugim slika Smrt Bude okoli leta 1899, Buda leta 1906, Jakob in angel leta 1905 in Vaza z japonskim bojevnikom leta 1905 in druge.
Baron Robert de Domecy (1867–1946) je Redonu leta 1899 naročil izdelavo 17 okrasnih plošč za jedilnico Château de Domecy-sur-le-Vault blizu Sermizellesa v Burgundiji. Redon je v preteklosti ustvaril velika dekorativna dela za zasebne rezidence, vendar so bile njegove kompozicije za dvorec Domecy v letih 1900–1901 njegove najbolj radikalne kompozicije do te točke in označujejo prehod od ornamentalnega k abstraktnemu slikarstvu. Krajinski detajli ne prikazujejo določenega kraja ali prostora. Vidijo se le detajli dreves, vejic z listi in brstečih cvetov v neskončnem obzorju. Uporabljene barve so večinoma rumena, siva, rjava in svetlo modra. Vpliv japonskega slikarskega sloga, ki ga najdemo na zložljivih paravanih, byōbu, je opazen v njegovi izbiri barv in pravokotnih razmerjih večine do 2,5 metra visokih plošč. Petnajst jih je danes v Musée d'Orsay, pridobljene leta 1988.
Domecy je Redonu naročil tudi slikanje portretov njegove žene in njune hčerke Jeanne, od katerih sta dva v zbirkah Musée d'Orsay in muzeja Getty v Kaliforniji. Večina slik je ostala v družinski zbirki Domecy do š1960-ih.

## Delo
Med svojo »črno fazo« se je Redon posvečal človeškemu nezavednemu z njegovimi strahovi in nočnimi morami v risbah in grafikah z ogljem ter ustvarjal srhljiva, včasih strašljiva dela. Posebej znana sta risba črnega krokarja, ki nastopa kot glasnik smrti, ter upodobitev velikega mnogonogega pajka z nasmejanim obrazom na črnem, dlakavem telesu. Druga pomembna tema tako imenovanih slik iz nočne more so velike oči ali zrkla, ki se zdijo, kot da gledajo v gledalca. Primeri vključujejo risbo enega samega očesa, ki deluje kot balon na vroč zrak, pa tudi jajce z obrazom, stisnjenim v jajčno skodelico, ki predstavlja sanje o prostorski tesnobi.
Pravi: »Črna je najbolj brezpogojna barva. Svoje življenje in vznemirjenje črpa iz skrivnih, globokih virov zdravja. Črna zahteva spoštovanje; veliko bolj kot svetle barve palete je duhovna sila.«
V svoji drugi ustvarjalni fazi je Redon popolnoma prekinil s svojimi »črnimi« deli in začel upodabljati motive iz mitologije in fantastične naravne zgodovine v živobarvnih in močno abstraktnih slikah v zelo barvitih slikah. Znana je podoba kvadrige, ki lebdi v barvnih oblakih, pa tudi stilizirane upodobitve meduz, školjk in drugih morskih bitij. Te večplastne podobe sveta idej oživijo skozi globino prelivajoče se barvne meglice.
Čeprav je nastajal sočasno z impresionističnimi slikarji, je Redonovo delo povsem samosvojo in drugačno. Njegove slike so po vsebini in obliki pred ekspresionizmom in nadrealizmom. Mnogi kasnejši umetniki so se zato sklicevali na Redona.
Leta 1964 so bila njegova dela prikazana na Documenti III v Kasslu v znameniti sekciji ročnih risb.

### Gravure in risbe
Odilon Redon je izdelal sedemindvajset jedkanic, tri suhe igle in sto sedemindevetdeset litografij, ne da bi šteli devet risb, reproduciranih v Les Fleurs du mal v Demanu v Bruslju leta 1890.
V nasprotju s tem, kar piše njegov biograf André Mellerio29, Redonove prve gravirane produkcije segajo v leto 1865 in ne v leto 1861. Od leta 1863 je delal v Bordeauxu skupaj z graverjem Rodolphom Bresdinom, čigar ročno stiskalnico uporablja. Čeprav je bil nato v stiku s tiskarjem Augustom Delâtrejem, ki je izdelal Le Gué (z majhnimi jezdeci), je bila večina prvih jedkanic natisnjenih v Bordeauxu. Ena izmed njih z naslovom Krajina je bila predstavljena na Salonu 1867.
Leta 1874 se je za stalno naselil v Parizu in do leta 1893 izdelal manj kot deset jedkanic, to tehniko je opustil v korist litografskega kamna, njegova prva kompozicija pa sega v leto 1879. Trgovec z umetninami Ambroise Vollard je kupil baker Perversité (1891), vendar ga ni uvrstil v svoje albume. Redon je skušal prepisati svoje risbe in oglje na kamen in Henri Fantin-Latour mu je pokazal uporabo mastnega svinčnika, ki je edini sposoben prikazati intenzivno črno barvo njegovih izvirnih potez. Leta 1879 nastane serija desetih plošč z naslovom Dans le rêve, ki jo je natisnil pariški tiskar Lemercier in mu je bil zvest skoraj deset let.
Vollard in Redon bosta večkrat sodelovala, pri čemer jima bo pomagal talent Augustea Clota: tako je Redon spomladi 1897 poskušal izdelati serijo risb, litografiranih v črni barvi za ilustrirano izdajo Coup de dé, Stéphana Mallarméja, ki ni ugledala luči sveta in so se ohranile le štiri plošče. Vollard je Redona tudi spodbudil, da se je lotil barvne litografije, vendar se je umetnik uprl, ker je težko obnovil sijaj svojih ogljev na kamnu.

## Osebno življenje
Pri 40 letih se je Redon poročil s Camille Falte, mlado kreolko iz Île Bourbona. Imela sta sina Arï Redona (30. april 1889 – 13. maj 1972 v Parizu). Sam vizualni umetnik in predmet očetovih portretov kot otrok, Arïjeva partnerica je bila Suzanne Redon.
Redon je umrl 6. julija 1916 v Parizu.

## Sprejem in interpretacije njegovega dela
V zgodnjih letih umetnika so Redonova dela opisovali kot »sintezo nočnih mor in sanj«, saj so vsebovala temne, fantastične figure iz umetnikove lastne domišljije. Njegovo delo predstavlja raziskovanje njegovega notranjega čutenja in psihe. Redon je želel postaviti »logiko vidnega v službo nevidnega«. Zgovoren vir Redonovega navdiha in sil, ki stojijo za njegovimi deli, je mogoče najti v njegovi reviji A Soi-même (Sebi). O svojem procesu je zapisal:
Pogosto sem za vajo in za preživetje slikal pred predmetom do najmanjših nezgod njegovega vizualnega videza; toda dan me je pustil žalostnega in z nepotešeno žejo. Naslednji dan sem skozi spominjanje oblik pustil teči drugemu viru, domišljiji, in takrat sem bil pomirjen in pomirjen.
Joris-Karl Huysmans je v naslednjem odlomku iz romana À rebours (1884) označil Redonove risbe kot skrivnostne in evokativne:
To so bile slike s podpisom: Odilon Redon. Med okvirji iz nebrušenega hruškovega lesa z zlatimi robovi so držali nesanjane podobe: merovinško glavo, ki je počivala na skodelici; bradati moški, ki spominja tako na budističnega duhovnika kot javnega govornika, se s prstom dotika ogromne topovske krogle; pajek s človeškim obrazom v sredini telesa. Potem so bili tu še skice z ogljem, ki so se še bolj poglobili v strahote mrzličnih sanj. Tukaj, na ogromni kocki, je melanholično pomežiknilo veko; tam čez so se raztezale suhe in sušne pokrajine, žgane ravnice, vzvalovana in tresoča se tla, kjer so vulkani izbruhnili v uporne oblake, pod umazanim in motnim nebom; včasih se je zdelo, da so teme vzete iz nočnih morastih sanj znanosti in se vračajo v prazgodovino; na skalah je cvetelo pošastno rastlinstvo; povsod, med neenakomernimi bloki in ledeniškim blatom, so bile postave, katerih opičji videz – težka čeljustna kost, štrleče obrvi, umaknjeno čelo in sploščen vrh lobanje – je spominjalo na glavo prednikov, glavo prvega kvartarnega obdobja, glavo človeka, ko je je bil še vedno sadnojed in brez govora, sodobnik mamuta, nosoroga s septiranimi nosnicami in velikanskega medveda. Te risbe so se uprle klasifikaciji; večinoma ne upoštevajoč omejitev slikarstva, so uvedli zelo poseben tip fantastičnega, ki se je rodil iz bolezni in delirija.
Umetnostni zgodovinar Michael Gibson pravi, da je Redon začel želeti, da bi njegova dela, tudi tista temnejša po barvah in temah, prikazovala kot »zmagoslavje svetlobe nad temo«.
Redon je svoje delo opisal kot dvoumno in neopredeljivo:
Moje risbe navdihujejo in jih ni za definirati. Postavljajo nas, tako kot glasba, v dvoumno kraljestvo nedoločenega.

## Zapuščina
Leta 1903 je bil Redon odlikovan z legijo časti. Njegova priljubljenost se je povečala, ko je André Mellerio leta 1913 izdal katalog jedkanic in litografij; istega leta je bil največkrat zastopan na prelomni ameriški mednarodni razstavi moderne umetnosti (aka Armory Show) v New Yorku, Chicagu in Bostonu.
Njegova izbira barve in teme v drugem delu njegove kariere je vodila do tega, da je Redon veljal za predhodnika dadaizma in nadrealizma. Po besedah nadrealista Andréja Massona Redonova uporaba svetlih barv v njegovih cvetličnih pastelih, kot tudi njegova izbira upodabljanja neobičajnih ali namišljenih vrst, povzroči, da so njegova dela »osvobojena stiliziranega naturalizma«, kar kaže na »neskončne možnosti lirične kromatike«.
Leta 1923 je Mellerio objavil Odilon Redon: Peintre Dessinateur et Graveur. Arhiv Mellerievih člankov hrani Knjižnica Ryerson & Burnham na Art Institute of Chicago.
Redon je bil navdih za kratki film Guya Maddina iz leta 1995 Odilon Redon ali The Eye Like a Strange Balloon Mounts Toward Infinity.

## Moderne razstave
Leta 2005 je Muzej moderne umetnosti odprl razstavo z naslovom Onkraj vidnega, obsežen pregled Redonovega dela, ki prikazuje več kot 100 slik, risb, grafik in knjig iz družinske zbirke Iana Woodnerja. Razstava je potekala od 30. oktobra 2005 do 23. januarja 2006.
Leta 2007 je Schirn Kunsthalle Frankfurt predstavila razstavo Kot v sanjah s pregledom Redonovega dela z več kot 200 risbami, litografijami, pasteli in slikami.
V Grand Palais v Parizu v Franciji je bila od marca do junija 2011 obsežna razstava Redonove umetnosti.
Fundacija Beyeler v Baslu v Švici je od februarja do maja 2014 prikazal retrospektivo.
Muzej Kröller-Müller v Otterlu na Nizozemskem je imel razstavo s poudarkom na vlogi literature in glasbe v Redonovem življenju in delu pod naslovom La littérature et la musique. Razstava je potekala od 2. junija do 9. septembra 2018.

## Galerija
- Duh varuh vodna, 1878 (Art Institute of Chicago)
- Oko kot čuden balon, gre v neskončnost, 1882 (Los Angeles County Museum of Art)
- Sita, ok. 1893, pastel (Art Institute of Chicago)
- Smrt Bude, ok. 1899 (privatna zbirka)
- Cvetlični oblaki, 1903 (Art Institute of Chicago)
- Ofelija, 1900–1905 (Dian Woodner Collection)
- Buda, 1904 (Van Gogh Museum)
- Odsev, 1900–1905 (privatna zbirka)
- Buda, ok. 1904-1907 (Musée d'Orsay)
- Prikazovanje, 1905 (Museum of Modern Art)
- Apolonov voz, 1909 (Musée des Beaux-Arts de Bordeaux)
- Cvetje, 1909
- Podvodna vizija, ok. 1910 (Museum of Modern Art)
- Kiklop, 1914 (Kröller-Müller Museum)
- Ugrabitev Ganimeda (Bemberg Foundation)
- Evokacija, brez datuma (privatna zbirka)
- Rojstvo Venere, 1912, MoMA, New York
- Zelena rastlina v žari, ok. 1910-1912, Musée d'Orsay